# Международный институт социальной истории
Международный институт социальной истории, МИСИ (англ. International Institute of Social History, нидерл. Internationaal Instituut voor Sociale Geschiedenis, сокращенно IISG) — научно-исследовательское учреждение в Амстердаме (Нидерланды), располагающее крупнейшим архивом по истории левого движения. Основан в 1935 году. Входит в состав Королевской академии наук Нидерландов. Занимается сбором и изучением документов по истории общественных движений.

## История института

### От основания до окончания Второй мировой войны
Институт был основан 25 ноября 1935 года Николаасом Постюмусом (Nicolaas Posthumus) как место хранения и изучения документов, касающихся истории общественных движений, в особенности социал-демократических и рабочих организаций. Политическая ситуация в Центральной и Восточной Европе в середине и второй половине 1930-х годов (захват власти в Германии Гитлером, а также процессы, происходившие в сталинистском СССР), представляли серьёзную угрозу как для участников многих общественных движений, так и для их архивов. Сохранить их, вывозя в нейтральные Нидерланды, и сделать доступными для исследователей стало основной задачей института. 
В 1935—1940 годах деятельность института полностью финансировалась страховой компанией Де Централе (De Centrale), близкой к социал-демократическому движению. В этот период институт активно собирал документы по всей Европе. Наиболее важными приобретениями стало архивное наследство К. Маркса и Ф. Энгельса, архивы и библиотеки многих российских анархистов и социал-демократов, покинувших в разное время Россию и СССР, а также архивы профсоюзных и анархистских организаций Испании.
В 1940 году МИСИ открыл свой филиал в Лондоне, куда в преддверии фашистской оккупации Нидерландов были вывезены наиболее ценные документальные коллекции. В период оккупации институт в Амстердаме был закрыт немецкими властями, в его здании разместилось отделение Штаба рейхсляйтера Розенберга. Многие остававшиеся в архиве документы были вывезены в Германию.

### Послевоенная история
Послевоенное восстановление работы института растянулось на десятилетие. Значительное количество документов было возвращено в Амстердам с территории Германии, часть была впоследствии возвращена Польшей. Некоторые коллекции остались в руках властей советской оккупационной зоны и были вывезены в СССР. Разностороннюю помощь институту, который уже не мог существовать на значительно сократившиеся ассигнования Ди Централе, оказывали Амстердамский университет, городской муниципалитет, Фонд Форда и Фонд по возмещению ущерба (Wiedergutmachung).
В 1960-х и 1970-х годах коллекции института пополнялись материалами из Латинской Америки, в конце 1980-х годов — документами турецких партий и профсоюзов, а также китайского демократического движения, как передаваемыми в Амстердам их владельцами, так и непосредственно собираемыми сотрудниками института.
В 1979 году институт стал частью Королевской академии наук и искусств Нидерландов. В 1989 году для размещение растущих коллекций и обеспечения работы сотрудников МИСИ был перестроен старый склад какао в районе восточных доков Амстердама. В этом здании располагаются помимо Международного института социальной истории также Нидерландский архив экономической истории и Нидерландский музей прессы. Доступ к коллекциям всех трех учреждений обеспечивается единым электронным каталогом.

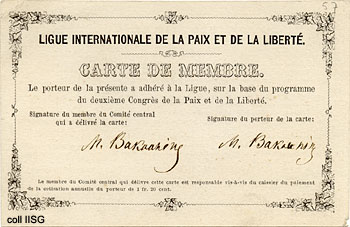
Михаил Бакунин
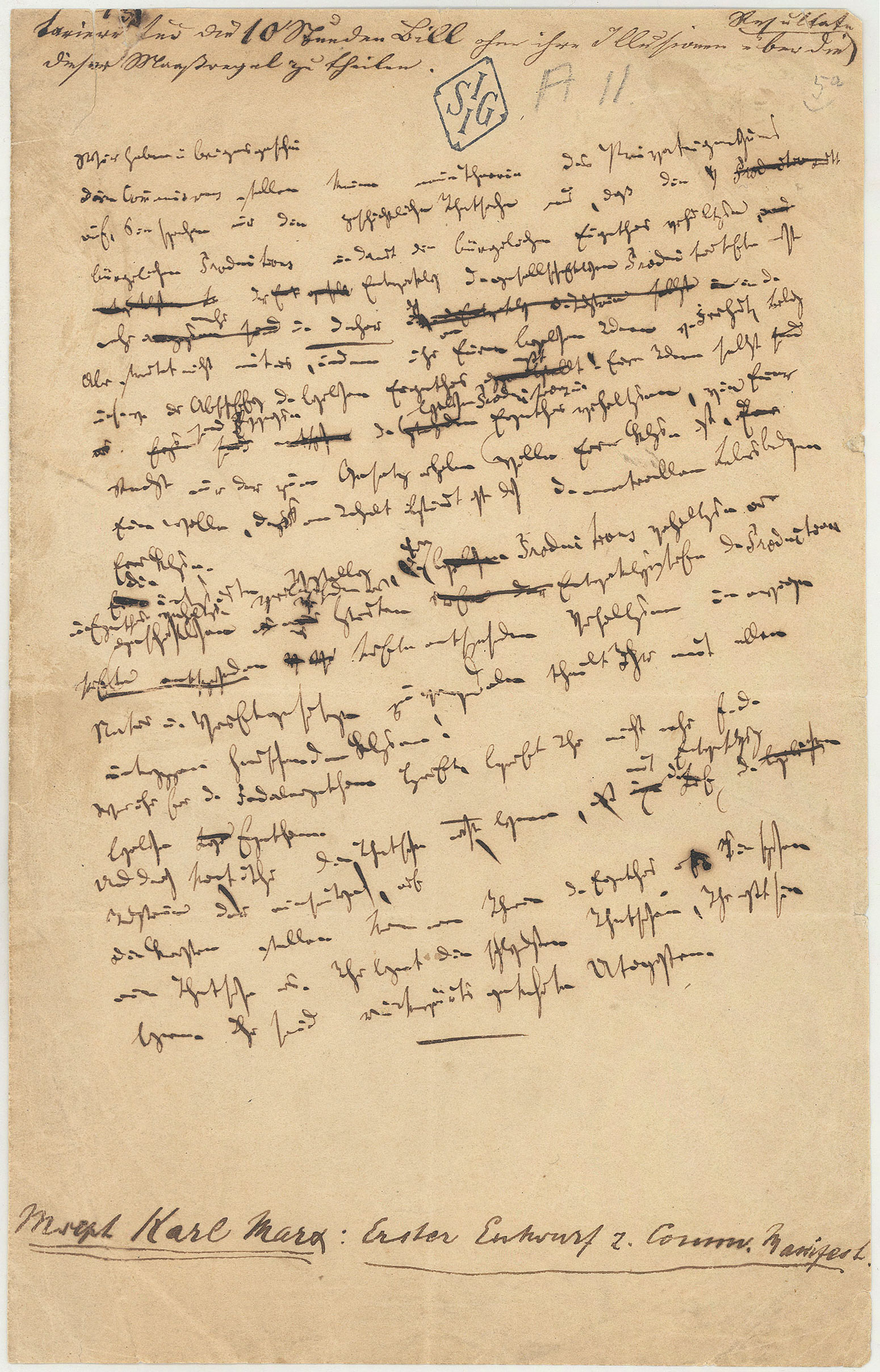
Манифест Коммунистической партии

## Архивные фонды
Архивы института — одно из наиболее крупных в мире собраний документов по истории общественных движений. Среди прочего здесь хранятся персональные фонды немецких социалистов и анархистов Карла Каутского, Августина Сухи, Георга фон Фольмара, Фридриха Адлера, Макса Неттлау, американских анархистов прибалтийского происхождения Александра Беркмана и Эммы Гольдман, французского коммуниста Бориса Суварина, послевоенных немецких деятелей Вольфганга Абендрота и Вольфганга Хариха. В архиве находятся коллекции документов, посвященные анархистскому и троцкистскому движению в Испании времен гражданской войны. Кроме того, в МИСИ хранятся обширные архивы Международной конфедерации свободных профсоюзов.
Среди архивных фондов, связанных с Российской империей и СССР можно отметить персональные фонды:
- Рафаила Абрамовича Абрамовича, одного из лидеров Бунда (документы 1922—1939 годов);
- Павла Борисовича Аксельрода, видного деятеля партии меньшевиков (документы 1879—1929 годов);
- Михаила Александровича Бакунина (документы 1860—1876 годов);
- Анжелики Исааковны Балобановой, российско-итальянской социалистки (документы 1939—1962 годов);
- Владимира Савельевича Войтинского, видного социал-демократа (документы 1919—1960 годов);
- Александра Ивановича Герцена (документы 1834—1887 годов);
- Федора Ильича Дана и Лидии Осиповны Дан, социал-демократов, меньшевиков (документы 1903—1963 годов);
- Григория Петровича Максимова, видного анархиста (документы 1917—1952 годов);
- Леонида Петровича Меньщикова, народовольца и агента Департамента полиции, публициста (документы 1886—1932 годов);
- Георгия Валентиновича Плеханова, социал-демократа, одного из первых русских марксистов (документы 1890—1921 годов);
- Александра Николаевича Потресова, социал-демократа, меньшевика (документы 1889—1905 годов);
- Бориса Викторовича Савинкова, эсера, террориста и организатора антибольшевистских выступлений (документы 1919—1921 годов);
- Валериана Николаевича Смирнова, народника и близкого помощника П. Л. Лаврова (документы 1870—1900 годов);
- Льва Давидовича Троцкого (документы 1917—1939 годов);
- Виктора Михайловича Чернова, лидера партии эсеров (документы 1879—1939 годов)

В большинстве случаев в перечисленных фондах хранятся документы, связанные с деятельностью указанных лиц в эмиграции.
Обширные материалы отложились в фондах политических партий и движений:
- Всеобщего еврейского рабочего союза (Бунда) — документы 1897—1940 годов;
- Партии социалистов-революционеров (эсеров) — один из самых обширных фондов, включающий также многочисленные документы, связанные с различными организациями народников — документы 1870—1934 годов

Интересны также коллекции, сложившиеся в результате исследовательской деятельности, в частности:
- Общества охранения русских культурных ценностей (Париж), собиравшего письма, публикации, произведения искусства и т. п. русской эмиграции, главным образом ученых и деятелей искусств — документы 1864—1957 годов;
- авторского коллектива «Биографического словаря диссидентов в Советском Союзе» (Biographical dictionary of dissidents in the Soviet Union, 1956-1975 / Сomp. and ed. by S.P. de Boer, E.J. Driessen and H.L. Verhaar. Nijhoff, 1982) — документы 1956—1875 годов;
- Фонда им. Александра Герцена (Амстердам), занимавшегося сбором и публикацией различного рода советского самиздата — документы 1968—1998 годов.